# 오토모 사유리
오토모 사유리(일본어: 大友 さゆり, 1987년 8월 19일 ~ )는 일본의 모델·배우이다.